# 김경민 (성우)
김민정(김경민)(1960년 9월 24일 ~ )은 대한민국의 성우이다. 1979년 EBS 2기 공채 성우로 데뷔하였다.

## 주요 출연작품

### 애니메이션
- 다카하시 루미코 극장 - 인어의 숲 (애니원) - 사와

### 내레이션
- 투데이 전북 (KBS전주)
- 전북 이사람 (JTV)
- 네트워크 현장 고향이 보인다 (SBS)
- 원음방송 R.책방진행

### 기타
- 지방 CM, 다수 제작
- 다수 행사 진행